# Ambassade d'Italie en Guinée
L'ambassade d'Italie en Guinée est la principale représentation diplomatique d'Italie en république de Guinée.
Il est situe dans le quartier Minière, à Taouyah dans la commune de Ratoma (Conakry).

## Liste des ambassadeurs
| N° | Nom et prénoms    | Début | Fin      |
| -- | ----------------- | ----- | -------- |
| 01 | Stefano Pontesili |       | En cours |